# Bùi Văn Hoàng
Bùi Văn Hoàng (* 13. Februar 1943 in Thành phố Hồ Chí Minh) ist ein ehemaliger südvietnamesischer Radrennfahrer.

## Sportliche Laufbahn
Bùi Văn Hoàng war im Straßenradsport aktiv. Er war Teilnehmer der Olympischen Sommerspiele 1968 in Mexiko-Stadt. Im olympischen Straßenrennen war er ausgeschieden. Über seine weiteren Lebensdaten und seine sportlichen Erfolge ist nichts bekannt.